# Selm Stenvall
Selm Stenvall est un ancien fondeur suédois.

## Championnats du monde
- Championnats du monde de ski nordique 1939 à Zakopane 
  -  Médaille d'argent en relais 4 × 10 km.